# Valeri Liukin
Valeri Liukin (n. 17 decembrie 1966, RSS Kazahă, URSS) este un gimnast artistic ce a reprezentat Uniunea Republicilor Sovietice Socialiste, medaliat olimpic. A participat la o ediție a Jocurilor Olimpice (1988) în care a câștigat două medalii de aur și două medalii de argint.